# Sci nautico ai Giochi della XX Olimpiade
Lo sci nautico è stato uno dei due sport dimostrativi ai Giochi Olimpici estivi del 1972 di Monaco di Baviera, prima e unica volta in cui questo sport ha fatto parte del programma olimpico. Alle sei gare in programma, slalom, figura e salto sia maschile che femminile, hanno partecipato 35 atleti da 20 paesi. La competizione di slalom è stata disputata il 1º settembre, le altre due il giorno successivo.

## Risultati

### Slalom uomini
| Posizione | Nome                        | Boe  |
| --------- | --------------------------- | ---- |
| 1         | Roby Zucchi (ITA)           | 44.0 |
| 2         | Wayne Grimditch (USA)       | 38.5 |
| 3         | Jean-Michel Jamin (FRA)     | 38.0 |
| 3         | Heikki Olamo (FIN)          | 38.0 |
| 5         | Hans-Willi Eilermeier (FRG) | 32.0 |
| 6         | Karl-Heinz Benzinger (FRG)  | 29.5 |
| 7         | Bruce Cockburn (AUS)        | 28.5 |
| 8         | Graeme Cockburn (AUS)       | 28.0 |
| 9         | Ricky McCormick (USA)       | 27.5 |
| 9         | Kim Reid (CAN)              | 27.5 |
| 9         | lan Walker (GBR)            | 27.5 |
| 12        | Andres Botero (COL)         | 21.0 |
| 13        | Pierre Clerc (SUI)          | 17.5 |
| 14        | Pierre Plouffe (CAN)        | 7.5  |
| 15        | Wolfgang Loscher (AUT)      | 6.5  |

### Figura uomini
| Posizione | Nome                       | Punti |
| --------- | -------------------------- | ----- |
| 1         | Ricky McCormick (USA)      | 5340  |
| 2         | Wayne Grimditch (USA)      | 4510  |
| 3         | Karl-Heinz Benzinger (FRG) | 4240  |
| 4         | Bruce Cockburn (AUS)       | 3940  |
| 5         | Graeme Cockburn (AUS)      | 3860  |
| 6         | Max Hofer (ITA)            | 3850  |
| 7         | Edgardo Martin (ARG)       | 3720  |
| 8         | lan Walker (GBR)           | 3560  |
| 8         | Roby Zucchi (ITA)          | 3560  |
| 10        | Jean Veys (BEL)            | 2990  |
| 11        | Pierre Plouffe (CAN)       | 2930  |
| 12        | Jean-Yves Parpette (FRA)   | 2740  |
| 13        | Pierre Clerc (SUI)         | 2640  |
| 14        | Paul Seaton (GBR)          | 2160  |
| 15        | Heikki Olamo (FIN)         | 2060  |
| 16        | Michel Finsterwald (SUI)   | 1770  |

### Salto uomini
| Posizione | Nome                     | Metri |
| --------- | ------------------------ | ----- |
| 1         | Ricky McCormick (USA)    | 43.75 |
| 2         | Max Hofer (ITA)          | 37.70 |
| 2         | Hagen Klie (FRG)         | 37.70 |
| 4         | Carlos Garcia (MEX)      | 36.40 |
| 5         | Bruce Cockburn (AUS)     | 35.50 |
| 6         | Pierre Clerc (SUI)       | 35.40 |
| 7         | Roby Zucchi (ITA)        | 35.10 |
| 8         | Jean-Yves Parpette (FRA) | 34.75 |
| 9         | Paul Seaton (GBR)        | 34.40 |
| 10        | Pierre Plouffe (CAN)     | 33.90 |
| 11        | Graeme Cockburn (AUS)    | 33.10 |
| 12        | Kim Reid (CAN)           | 31.90 |
| 13        | Alan Dagg (IRL)          | 31.05 |
| 14        | Wayne Grimditch (USA)    | 30.15 |

### Slalom donne
| Posizione | Nome                    | Boe  |
| --------- | ----------------------- | ---- |
| 1         | Liz Allen-Shetter (USA) | 35.0 |
| 2         | Willy Staehle (NED)     | 31.5 |
| 3         | Pat Messner (CAN)       | 29.0 |
| 4         | Sylvie Maurial (FRA)    | 28.0 |
| 5         | Kaye Thurlow (AUS)      | 27.0 |

### Figura donne
| Posizione | Nome                    | Punti |
| --------- | ----------------------- | ----- |
| 1         | Willy Staehle (NED)     | 3140  |
| 2         | Kaye Thurlow (AUS)      | 2750  |
| 3         | Sylvie Maurial (FRA)    | 2560  |
| 4         | Sylvie Hülsemann (LUX)  | 1780  |
| 5         | Liz Allen-Shetter (USA) | 1550  |

### Salto donne
| Posizione | Nome                    | Metri |
| --------- | ----------------------- | ----- |
| 1         | Sylvie Maurial (FRA)    | 27.40 |
| 2         | Kaye Thurlow (AUS)      | 27.30 |
| 3         | Liz Allen-Shetter (USA) | 25.70 |
| 4         | Willy Staehle (NED)     | 25.35 |
| 5         | Petra Trautmann (FRG)   | 24.10 |
| 6         | Karen Morse (GBR)       | 23.25 |